# Maria Rosa Gasperini
Maria Rosa Gasperini (...) è un'ex cestista italiana.
Ha giocato in Serie A con il Maurolico Messina.